# Pakt der Bestien – The Sovereign’s Servant

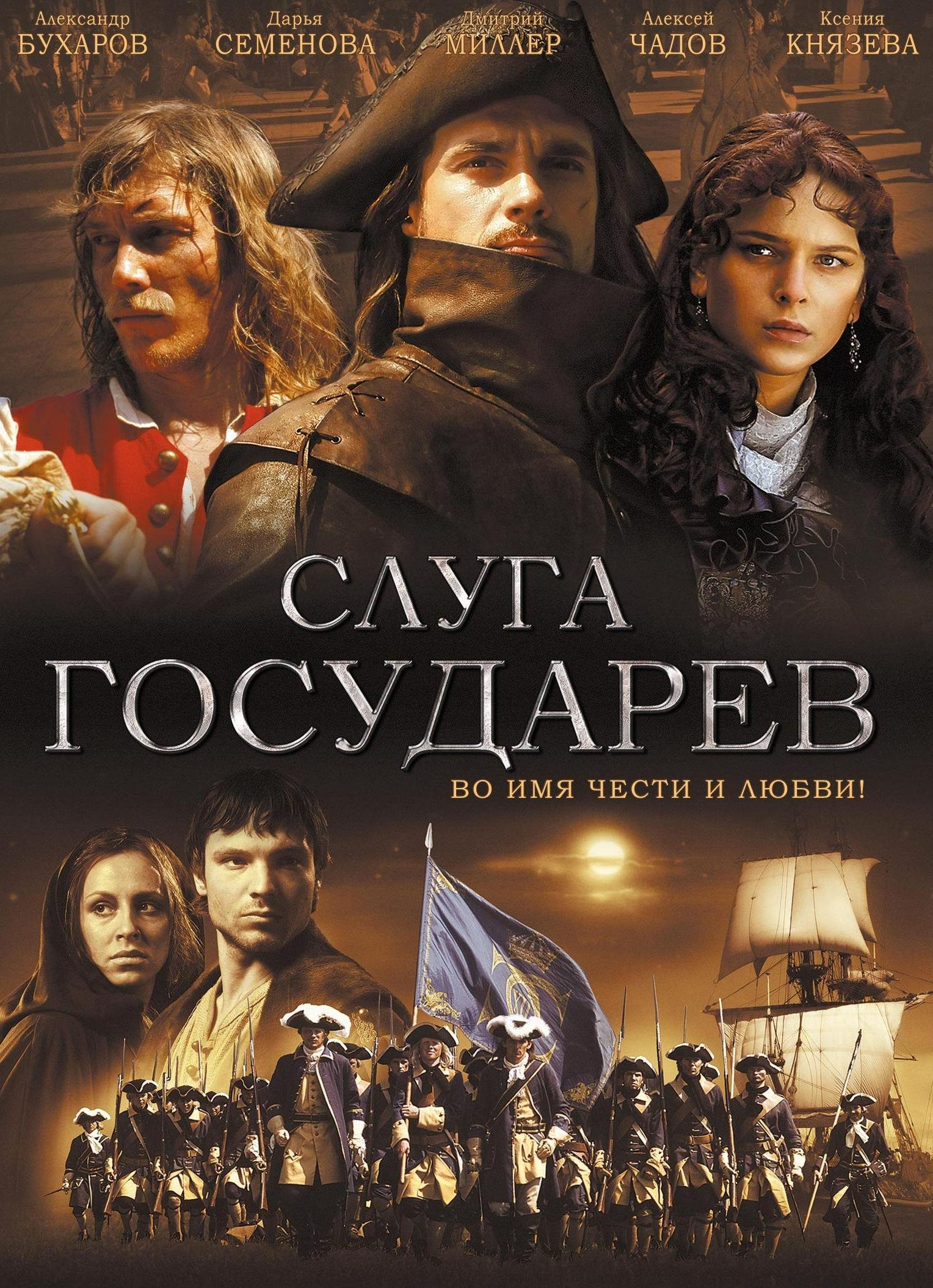
Russisches Filmplakat von 2007

Pakt der Bestien – The Sovereign’s Servant (russisch Слуга государев) ist ein russischer Spielfilm aus dem Jahr 2007. Der Historienfilm thematisiert den Großen Nordischen Krieg und insbesondere die Schlacht bei Poltawa. Der Film wurde bei den russischen MTV Movie Awards 2008 in der Kategorie Bester Kampf nominiert.

## Handlung
Europa im Jahr 1709: Russland und Schweden befinden sich im Krieg. Am Hof Ludwig XIV. vergnügt sich die Gesellschaft bei Spiel und Tanz. Die Höflinge Charles de Brese und der Graf de la Bush geraten durch einen Flirt de Breses mit der dem König sehr nahestehenden Hofdame Charlotte de Monterras aneinander. Es kommt zum Duell, das blutig zu Ende geht. Ludwig XIV. erfährt davon und beschließt aus Verärgerung, beide als Kriegsbeobachter ins Ausland zu schicken. De Brese soll mit einer Depesche zum Zaren, de la Bush soll eine gleichlautende Nachricht zum Schwedenkönig Karl XII. bringen.
Auf dem Weg durch Polen trifft de Brese auf Grigori Woronow, einen Leibwächter des Zaren. Dieser ist auf der Suche nach einem geheimnisvollen schwarzen Reiter, der in den Wäldern regelmäßig die Späher und Kuriere des Zaren tötet. Als de Brese von polnischen Räubern überfallen wird, eilt ihm Woronow zu Hilfe. Umgekehrt zögert de Brese keinen Moment, den Russen zu retten, als dieser in die Hände der Schweden fällt. Gemeinsam versuchen die beiden, die Schweden auszuspionieren und zu Peters Feldlager durchzukommen. Etwa zur selben Zeit trifft der Graf de la Bush bei den Schweden ein. Es kommt zu einem ersten Zusammentreffen zwischen de Brese und dem Grafen, der Graf entkommt, doch er stürzt schwer vom Pferd. Der schwarze Reiter findet ihn und entpuppt sich als die polnische Adlige Anka, die den Zaren töten will, um den Tod ihrer Familie zu rächen. De la Bush muss erkennen, dass eine der beiden Depeschen, die er bei sich trägt, den Auftrag Ludwigs für Karl enthält, den Franzosen an vorderster Front sterben zu lassen. Auch de Brese trägt ohne eigenes Wissen diesen Auftrag mit sich, die Nachricht wird ihm aber von den polnischen Widerständlern gestohlen.
Inzwischen werden am französischen Hof weiter Feste gefeiert und Intrigen gesponnen. Charlotte de Monterras erfährt jedoch von dem teuflischen Plan des Königs und bricht ebenfalls nach Russland auf, um de Brese, den sie liebt, zu finden. Die beiden französischen Kuriere sind jedoch in den Strudel der Kämpfe zwischen Russen und Schweden geraten. In der Schlacht bei Poltawa stehen sie sich gegenüber. Das russische Heer gewinnt die Schlacht, und der Graf de la Bush fällt dem Zaren in die Hände. Dieser hat inzwischen auch Woronow und de Brese zu sich kommen lassen. Der Zar war zuvor knapp einem Mordanschlag durch die polnische Adlige und ihren Bruder entgangen. Diese trugen die gestohlene Nachricht von de Brese bei sich, was den Franzosen in den Augen des Zaren verdächtig machte.
De Brese legt sein Schicksal in die Hände des Zaren, bittet ihn aber, zuvor mit de la Bush abrechnen zu dürfen. Dann überschlagen sich die Ereignisse: Die Polin Anka hat sich erneut in das Lager geschlichen und zielt mit einer Pistole auf Peter. Woronow stürzt sich dazwischen und stirbt durch die Kugel. Vor seinem letzten Atemzug bittet er de Brese darum, sich um seine beiden Kinder zu kümmern, die jetzt Vollwaisen sind. Anka wird sofort an den Galgen gehängt, und die beiden Franzosen beginnen ihr Duell mit aller Härte. De Brese verliert. Kurz danach trifft Charlotte de Monterras an der russischen Grenze ein. Es kommt ihr eine Kutsche mit de la Bush entgegen. Überraschend sitzt auch de Brese darin, verletzt, doch lebendig. Der Graf lässt die beiden ziehen, obwohl ein Gesandter des französischen Königs ihnen bereits im Nacken sitzt. De Monterras und de Brese entkommen zusammen mit Woronows Kindern über das Meer.

## Einspielergebnis
Der Film kam mit 385 Kopien in die russischen Kinos und spielte dort am Startwochenende vom 23. bis 25. Februar 2007 2,3 Mio. US-Dollar ein. Weltweit beträgt das Einspielergebnis 11,9 Mio. US-Dollar. Dem gegenüber stehen Produktionskosten von etwa 6,6 Mio. US-Dollar.

## Kritiken
„Opulent inszeniertes Historiendrama, das viele filmische Aperçus zu bieten hat, gleichwohl auf historischen Fakten beruht.“

„Kein historisierender Fantasy-Thriller wie der vom deutschen Titel als naher Verwandter bemühte Pakt der Wölfe, sondern ein mit beiden Beinen fest auf dem harten Boden geschichtlicher Fakten stehendes Mantel-&-Degen-Abenteuer erwartet den geneigten Abenteuerfan in diesem epischen Drama russischer Herkunft mit spektakulärer Ausstattung, ein wenig romantischem Beiwerk und viel blutgetränktem Schlachtengetümmel. Charmante Typenzeichnung und Buddy-Komik verbreitet Heiterkeit im ernsten Ganzen, Freunde von Geschichtsthemen liegen hier richtig.“

## Sonstiges
Einige Szenen wurden dem Film nicht beigefügt, die zu einem teils besseren Verständnis geführt hätten, zum Beispiel die Szenen, in denen König Ludwig seinem Vertrauten den Befehl gibt, beide zu verbannen und dies auch erläutert. Diese und weitere Szenen sind auf der DVD unter den Extras vorhanden.